# سرودهای ملی افغانستان

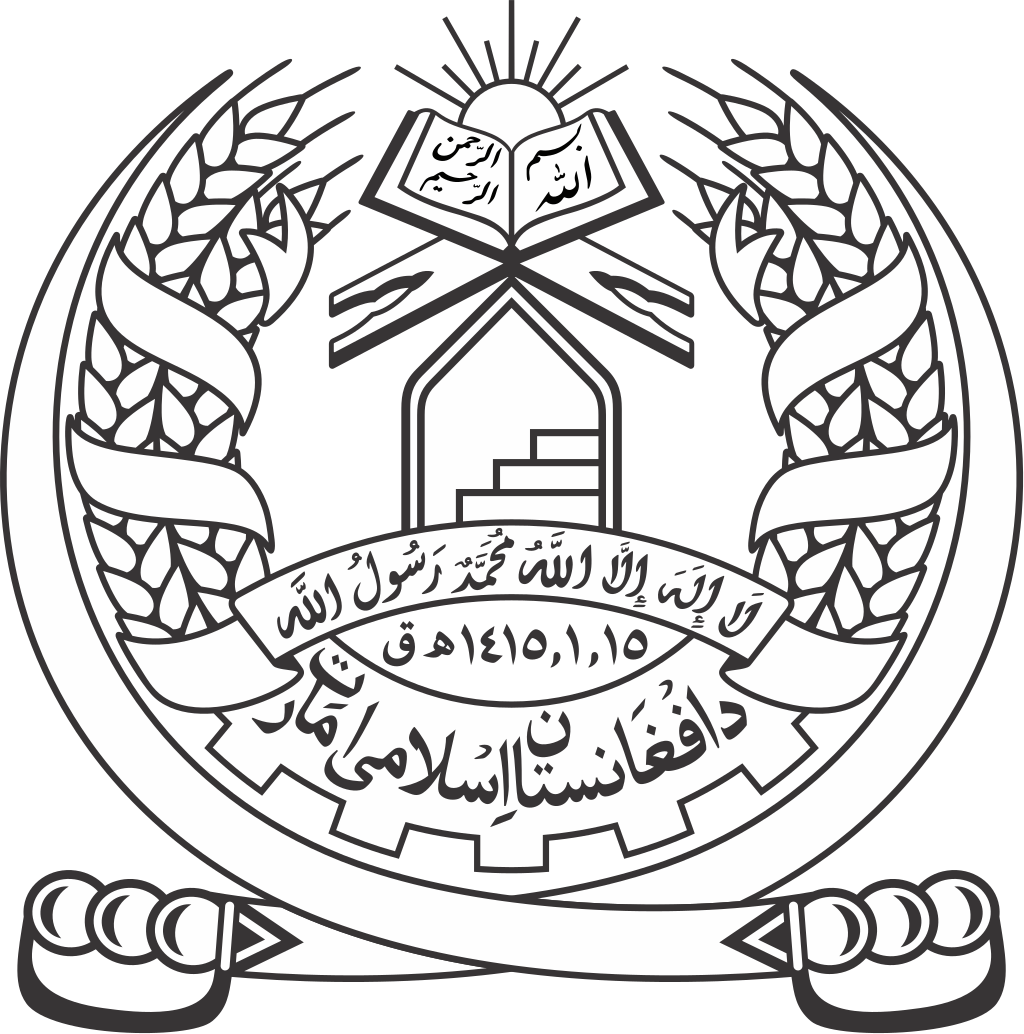
نشان ملی افغانستان

کشور افغانستان در درازای تاریخ چندین سرود ملی داشته‌است، نخستینشان در دوره شاه امان‌الله ساخته شد که سرودی بی‌کلام بود و خالد رجب بیگ آن را کمپوز و تنظیم کرد.

## تاریخچه

### سرود ملی افغانستان در دوره پادشاهی امان‌الله
اولین سرود ملی افغانستان در زمان سلطنت امان‌الله شاه، پس از استقلال افغانستان در ۱۹۱۹ در سال ۱۹۲۶ میلادی ساخته شد. این سرود فقط یک قطع موسیقی بدون کلام بود. این سرود به «سرود امانی» معروف بود و آهنگساز آن رجب بیگ ترکی بود.

### دوره حبیب‌الله کلکانی و محمد نادر
در زمان سلطنت حبیب‌الله کلکانی در سال ۱۹۲۹ سرود ملی تازه‌ای ساخته نشد ولی پس از به سلطنت رسیدن محمد نادرشاه، در سال‌های ۱۹۳۳ در افغانستان مارش عسکری‌ای ساخته شد که به مثابهٔ سرود ملی در مراسم سلطنتی از آن کاربرد می‌شد.

### دورهٔ پادشاهی محمدظاهر شاه
در زمان پادشاهی محمدظاهر شاه نغمه‌ای به زبان فارسی به نام «سلام شاهی» به گونهٔ سرود ملی کاربرد داشت. این سرود میان سال‌های ۱۹۴۳ و ۱۹۷۳ رسمیت داشت. محمد مختار شعر آن را سرود و محمد فرخ آهنگ آن را ساخت.
| ای شاهِ غیور و مهربانِ ما |
| هستیم از جان مطیعِ شما   |
| ما فرزندانِ توییم        |
| ما فداکارِ توییم         |
| ای شاهِ ما               |
| ای شاهِ ما               |
| ای شاهِ ملت‌خواهِ ما       |

### در دورهٔ داود خان
سرایندهٔ این سرود عبدالرئوف بینوا و آهنگساز آن عبدالغفور برشنا می‌باشد. متن آن این چنین است:

### دوران حکومت‌های کمونیستی
پس از کودتای هفت ثور ۱۳۵۷، سرود ملی تغییر کرد. سرودِ ملی این دوره به زبان پشتو بود که توسط سلیمان لایق سروده شده بود و آهنگساز آن جلیل زلاند بود. متن این سرود از این قرار است:
| گرم شه، لا گرم شه      |
| ته‌ای مقدس لمره!        |
| ای د آزادی لمره        |
| ای د نیکمرغی لمره      |
| موږ په توپانونو کی     |
| پری کړه د بری لاره     |
| هم د تورو شپو لاره     |
| هم د رڼایی لاره        |
| سره د سربازی لاره      |
| پاکه د وروری لاره      |
| دا انقلابی وطن         |
| اوس د کارگرانو دی      |
| دغه د زمرو میراث       |
| اوس د بزگرانو دی       |
| تیر شو د ستم دور       |
| وار د مزدورانو دی      |
| موږ په نړیوالو کی      |
| سوله او وروری غواړو    |
| موږه زیارایستونکو ته   |
| پراخه اّزادی غواړو      |
| موږ ورته ډوډی غواړو    |
| کور غواړو، کالی غواړو! |

این سرود ملی تا پایان حکومت نجیب‌الله در سال ۱۳۷۱ استفاده می‌شد.

### زمان حکومت مجاهدین
پس از سقوط کمونیستان و با به قدرت رسیدن مجاهدین، سرود ملی افغانستان تغییر نمود. سرود ملی افغانستان در زمان حکومت مجاهدین به زبان فارسی بود که شعر آن را داود فارانی سروده بود.
سرود ملی افغانستان در زمان مجاهدین:
قلعهٔ اسلام قلب آسیا جاودان، آزاد خاک آریا
زادگاه قهرمانان بزرگ سنگر رزمنده مردان خدا
الله اکبر الله اکبر الله اکبر
تیغ ایمانش به میدان جهاد بند استبداد را از هم گسست
ملت آزادهٔ افغانستان در جهان زنجیر محکومان شکست
الله اکبر الله اکبر الله اکبر
هر خط قرآن نظام ما بود پرچم ایمان به بام بود
هم‌صدا و همنوا و همزبان وحدت ملی مرام ما بود
الله اکبر الله اکبر الله اکبر
شاد زی آزاد زی آباد زی ای وطن در نور قانون خدا
مشعل آزادگی را برفراز مردم برگشته را شو رهنما
الله اکبر الله اکبر الله اکبر

### دوران جمهوری اسلامی
قانون اساسی پیشین افغانستان که در سال ۲۰۰۴ توسط لویه جرگه به تصویب رسید، حکم کرد که سرود ملی باید به زبان پشتو که یکی از دو زبان‌های رسمی کشور و زبان قوم پشتون‌ها تشکیل می‌دهند باشد، همین‌طور در قانون اساسی آمده‌است که ضمن نام‌های قومیت‌های بزرگ باید واژگان «الله اکبر» نیز در سرود ملی نو گنجانیده شود.
سرود ملی پیشین افغانستان که تَصنیف آن بدست عبدالباری جهانی سروده شده و آهنگ آن را ببرک وسا که اکنون رهبر ارکستر سمفونی کشور آلمان است ساخته و در ماه مه سال ۲۰۰۶ میلادی در شهر برلین ثبت شد که خوانندگان آن عبدالوهاب مددی، صادق فطرت (ناشناس) پیکر افسانه، حسین ارمان، مشعل ارمان، شهنا و دو، سه هنرمند جوان دیگر بودند. اصل متن این سرود به زبان پشتو سروده شده بود که در آن اسامی برخی از اقوام باشندهٔ افغانستان چون بلوچ‌ها، ازبک‌ها، پشتون‌ها، هزاره‌ها، ترکمن‌ها، تاجیک‌ها، عرب‌ها، گوجرها، پامیری‌ها، نورستانی‌ها، براهویی‌ها، قزلباش‌ها، ایماق‌ها، و پشه‌ای‌ها ذکر گردیده‌است.

### سرود ملی افغانستان در دورهٔ طالبان
پس از روی کار آمدن حکومت طالبان در کابُل آنان سرود ملی را تغییر دادند. متن زیر بخشی از این سرود است.
| ساتو یی په سرو وینو |  | دا د باتورانو کور… |